# محمد الغيراني
محمد الغيراني، سياسي ليبي، شغل منصب وزير الخارجية في حكومة الإنقاذ برئاسة عمر الحاسي، بعد أن أختير من قبل المؤتمر الوطني العام الجديد المنقاد من قبل ميليشيات فجر ليبيا. كان يعتبر وزيرًا موازيًا لمحمد الدايري المعين من مجلس النواب الليبي.